# Банчо Банов
Банчо Рафаилов Банов е български актьор, сценарист и писател.

## Биография
Роден е в град Сливен на 16 май 1925 г. в семейството на офицера Рафаил Банов. Средното си образование завършва през 1944 г. във военно училище, а през 1951 г. завършва медицина. Умира на 11 декември 1993 г. в София.

## Филмография
Като сценарист
- Случаен концерт (1960)
- Бъди щастлива, Ани (1961)
- Князът (1970) – заедно с Петър Б. Василев

Като актьор
- Почти любовна история (1980)
- Последни желания (1983)